# Merrick la strega
Merrick la strega è un romanzo della serie Cronache dei vampiri di Anne Rice. Sapientemente, in questo romanzo, la Rice unisce i personaggi delle Cronache dei vampiri con la Saga delle Streghe Mayfair.

## Trama
Merrick, giovane strega appartenente alla famiglia Mayfair e membro dell'Ordine del Talamasca, incontra David Talbot, suo vecchio generale superiore dell'organizzazione, ora in un nuovo corpo vampiresco (dopo lo scambio dei corpi avvenuto ne Il ladro di corpi).
Attraverso un complicato intreccio di spiriti e apparizioni e dopo aver conosciuto Louis de Pointe du Lac, altro vampiro, Merrick finirà per diventare ciò che ha sempre combattuto, ovvero un vampiro.
Louis de Pointe du Lac è perseguitato dallo spirito di Claudia, una bambina che, come Louis, era stata trasformata in un vampiro da Lestat de Lioncourt, ormai molto tempo fa. Con l'aiuto dell'ex leader dei Talamasca e diventato vampiro David Talbot, Louis chiede alla bellissima strega Merrick Mayfair di usare i suoi poteri spirituali per contattare il fantasma di Claudia .
Merrick è anche un ex agente del Talamasca e ha condiviso molte avventure con David in passato. 
I flashback sulla sua storia introducono la malvagia sorella di Merrick, Honey Isabella o Honey Luce del Sole; la loro madre, Sandra Fredda, e la Grande Nananne, una potente strega la cui sola presenza è sufficiente per spaventare e infondere rispetto in David. Merrick e David ricordano il loro viaggio in una grotta in America centrale che conteneva spiriti maligni che proteggevano un'antica maschera di giada, che permette alle persone di vedere gli spiriti come se fossero corporei.
Merrick recupera il diario di Claudia dalle casseforti del Talamasca e con quello e la maschera consente a Louis di parlare con Claudia. Le dure parole dello spirito della bambina-vampiro confermano i sentimenti negativi per Louis espressi da Claudia nel suo diario e Louis, disperato, tenta il suicidio esponendosi al sole. Reso vampiro da Lestat, Louis è troppo potente per essere distrutto in questo modo, e il suo corpo bruciato viene ripristinato con il sangue vampirico donato da Lestat, David e Merrick, divenuta nel frattempo vampiro. Questa rivela che fin dall'inizio ha usato la sua magia per attirare David e Louis da lei nella speranza di ricevere il dono oscuro del vampirismo. La trasformazione di Merrick in un vampiro fa infuriare il Talamasca, ma in una lettera David consiglia di non fare la guerra contro i vampiri perché Lestat è un nemico troppo formidabile.

## Edizioni
- Anne Rice, Merrick la strega, traduzione di Sara Caraffini, I ed., collana TEADUE n° 1335, TEA, 2006,  p. 370, ISBN 88-502-1024-8.